# Arpalı, Köprübaşı
Arpalı là một xã thuộc huyện Köprübaşı, tỉnh Trabzon, Thổ Nhĩ Kỳ. Dân số thời điểm năm 2011 là 48 người.